# Étienne Yanou
Étienne Yanou, né en 1939 dans un village des Bamboutos dans la région de l'Ouest et décédé en janvier 2001, est un haut fonctionnaire et écrivain camerounais francophone.
Il est notamment l'auteur d'un roman, L'homme-dieu de Bisso, qui lui vaut le Grand prix littéraire d'Afrique noire en 1975.